# Egreen
Nicolas Fantini, meglio conosciuto come Evergreen, abbreviato in Egreen o E-Green (Bogotà, 29 giugno 1984), è un rapper italiano.

## Biografia
Nato a Bogotà da padre italiano e madre colombiana, vive in Colombia per tre anni e in seguito si trasferisce negli Stati Uniti d'America. Per un breve periodo vive anche a Ginevra e nel 1999 approda in Italia, stabilendosi a Busto Arsizio. I numerosi spostamenti durante l'infanzia gli permettono di imparare 4 lingue (spagnolo, inglese, francese e italiano) e di entrare in contatto con culture e stili musicali molto variegati.
Arrivato in Italia comincia subito la sua carriera da rapper, partecipando a jam ed entrando in contatto con la scena Hip-Hop prima di Varese e poi di Milano. Realizza il suo primo demo nel 2002, assieme a Toni Alti e dj Sen, F.U.R.S. (Frustrated Unreleased Rap Shit), come raccolta di pezzi inediti nel 2006 e due mixtape tra il 2010 e il 2011: I Spit Vol.0 e I Spit Vol.1.
Col tempo si fa conoscere e inizia ad incidere i primi EP e mixtape, fino a quando nel 2011 si unisce all'etichetta Unlimited Struggle. In questo periodo pubblica gli EP Entropia e Bricks & Hammers, oltre al suo primo disco ufficiale, Il cuore e la fame, che raccoglie vasti consensi di critica.
In seguito, nel 2014 pubblica un EP di 7 tracce dal titolo Entropia 2.
Terminata la collaborazione con il collettivo per motivi di natura professionale, decide di pubblicare un disco in maniera indipendente, affidandosi alla piattaforma di crowdfunding Musicraiser, tramite una campagna che si è conclusa con la cifra record di 1818 adesioni per una raccolta di oltre 69000 euro, superando ogni altro progetto simile mai tentato in Italia.
Il risultato della campagna è il disco Beats & Hate, secondo lavoro ufficiale di Egreen che riconferma il suo talento e che convince per la sua qualità.
Il disco è anticipato, a qualche settimana dall'uscita, da I Spit 1.3, un EP di 7 tracce in scaricamento digitale gratuito per coloro che hanno partecipato alla campagna di musicraiser. 
Nell'aprile del 2016 dà inizio, con cadenza settimanale, ad una web serie dal titolo Fuck the hype, just SPIT! sul suo canale Youtube, che riscontra molto successo. In ogni episodio, E-Green esegue dal vivo barre prese dal suo repertorio in compagnia di diversi ospiti. Il 7 giugno 2016 pubblica il video del singolo Tranne me che anticipa l'uscita dell'EP A.F.A. EP (A Ferragosto accasato), uscito poi il 29 giugno in freedownload sul suo sito ufficiale.
L'8 ottobre pubblica su Youtube il video Milano Roma pt.2 in collaborazione con il rapper romano Er Costa, su una produzione firmata The Ceasars. Il pezzo rappresenta il sequel di Milano Roma, canzone di Primo e Squarta realizzata insieme ai Club Dogo e ha anticipato l'uscita dell'album More Hate pubblicato il 28 ottobre 2016.
Il 7 luglio 2017, a sorpresa, fa uscire in freedownload Bengala Mixtape in collaborazione con Attila (artista legato al mondo di Roccia Music), un mixtape dai suoni tanto rap quanto reggae, realizzato prendendo come modello Dah Shinin' degli Smif-n-Wessun.
Nel 2018 pubblica un album di 11 tracce dal titolo Entropia 3.
Il 14 febbraio 2019 fa uscire il disco LO VE, realizzato in collaborazione con il rapper Nex Cassel.
Il 20 marzo 2019 esce OG's Original Grown Shit album di 7 tracce realizzato in collaborazione con il rapper americano Craig G e sulle strumentali del beatmaker sardo The WZA.
Nel dicembre del 2019 la Sony Music conferma di aver stipulato un contratto con Egreen.
Il 21 febbraio 2020 l'artista pubblica Fine primo tempo, il suo primo album distribuito da una major, anticipato dai singoli Ho sbagliato e Raddoppio. Il disco include collaborazioni con diversi artisti, tra cui Vaz Tè, Highsnob, Axos e Dium. Per celebrare il lancio del progetto, Egreen ha organizzato una festa privata, durante la quale si è esibito insieme a DJ Sgamo.
Il 5 ottobre 2020 pubblica, in download gratuito sul proprio canale Telegram, il mixtape I Spit Vol. 2, quarto capitolo della saga I Spit.
Nel 2022, dopo due anni di inattività, pubblica il singolo Incubi, un brano della durata di dieci minuti in cui ripercorre la propria carriera e affronta temi personali e intimi. Il singolo anticipa l’uscita dell’album Nicolás.
Il 25 febbraio 2022 pubblica da indipendente l'album Nicolás, considerato il lavoro più personale dell'artista. L'album non presenta collaborazioni con altri artisti. Nel settembre 2022 viene pubblicata la riedizione Nicolás – MXP (Deluxe Edition), che include quattro tracce inedite e la traccia Il mare, precedentemente pubblicata, in collaborazione con l’artista Davide Shorty.
Nel 2023 pubblica l'album Bellissimo, composto da undici brani e interamente prodotto dal producer Sick Budd.
Nello stesso anno, in occasione del decimo anniversario dell’uscita di Il cuore e la fame, viene pubblicata la riedizione Il cuore e la fame (DIECI – Ten Year Anniversary), contenente le bonus track delle edizioni precedenti e tre brani inediti.
Nel 2024 Egreen lancia ufficialmente la propria etichetta discografica indipendente, Payback Records, con l’obiettivo di ridefinire il concetto di “underground”.
Nel 2025, attraverso Payback Records, pubblica gli album FARE RAP NON È OBBLIGATORIO e FARE RAP NON È OBBLIGATORIO 2, che includono numerose collaborazioni con artisti emergenti e veterani della scena underground, tra cui DJ Fastcut e Lil Pin.

## Discografia

### Album in studio
- 2013 - Il cuore e la fame
- 2015 - Beats & Hate
- 2016 - More Hate
- 2018 - Entropia 3
- 2019 - LO VE (con Nex Cassel)
- 2019 - OG’S (con Craig G e The WZA)
- 2020 - Fine Primo Tempo
- 2022 - Nicolás
- 2023 - Bellissimo (con Sick Budd)
- 2025 - FARE RAP NON È OBBLIGATORIO
- 2025 - FARE RAP NON È OBBLIGATORIO 2

### Mixtape
- 2008 - F.U.R.S. (Frustrated Unreleased Rap Shit)
- 2009 - I Spit Vol. 0
- 2010 - I Spit Vol.1
- 2015 - I Spit Vol. 1.3
- 2017 - Bengala Mixtape (con Attila) [ri-rilasciato (con J.O.D) nel 2023 su Spotify come "BENGALA"]
- 2020 - I Spit Vol. 2' (ri-rilasciato nel 2022 su Spotify come I Spit 2')"

### EP
- 2010 - Byters - The Unautorised Remixes (con DJ Yodha & L-Blixxx)
- 2011 - Entropia EP
- 2012 - Bricks & Hammers
- 2014 - Entropia 2
- 2016 - A.F.A. EP

### Collaborazioni
| Anno | Artista | Titolo                     | Album di provenienza        |
| ---- | --- | -------------------------- | --------------------------- |
| 2009 | E-Green feat. Jack the Smoker & MDT | Fuori per l'ebrezza        | I Spit Vol. 0 - Mixtape     |
| 2010 | Asher Kuno feat. Egreen | Né leggere né scrivere     | HallWeedWood Stories Vol.1  |
| 2010 | Spanish Ed feat. Egreen | La Varese beve             | Sotto sorveglianza          |
| 2010 | Fedez feat. Egreen | Real Randagi               | BCPT                        |
| 2011 | Bassi Maestro feat. Reka The Saint e Egreen                                                                                              | I'm nice (on the mic)      | Tutti a casa                |
| 2011 | Don Joe & Shablo feat. Bassi Maestro, Egreen e DJ Shocca                                                                                 | Sopranos                   | Thori & Rocce               |
| 2012 | DJ Double S feat. Lefty e Egreen | Freestyle                  | Al centro della scena       |
| 2012 | Piranha Clique feat. Egreen | Fireworks                  | Un Metro Di Campari Mixtape |
| 2013 | DJ Ceffo feat. Lucci e Egreen | Ya know the name           | Brutti Ceffi Mixtape        |
| 2013 | Brain feat. Egreen & Lord Madness | Il Triangolo delle Bermuda | Brainstorm II               |
| 2013 | Brain feat. Egreen | Grasso che cola            | Brainstorm II               |
| 2013 | Simon P & Crine J feat. Egreen e Nex Cassel                                                                                              | Tasche piene               | Full coverage               |
| 2013 | Barracruda feat. Egreen | Il muro                    | BARRECRUDE MIXTAPE VOL. 3   |
| 2013 | Vox P feat. Egreen e DJ Tsura | I spit ya                  | Il rovescio della piramide  |
| 2013 | Mr. Phil feat. Egreen, Bassi Maestro e DJ Shocca                                                                                         | Sopranos Pt. 2             | Poteri forti                |
| 2013 | Fritz da Cat feat. Egreen | Barzellette                | Fritz                       |
| 2014 | K273 feat. Egreen | Risultato perfetto         | —                           |
| 2014 | Fetz Darko feat. Egreen | Punk life                  | Lotta medievale             |
| 2014 | Pula+ feat. Dargen D'Amico ed Egreen | Grazie a nessuno           | Non lo so                   |
| 2014 | Deal Pacino feat. Egreen | Dogma                      | BorderLife Vol. 2           |
| 2014 | The Night Skinny feat. Achille Lauro, Johnny Marsiglia, Ensi, Noyz Narcos, Chicoria, Louis Dee, Er Costa, Clementino, Rocco Hunt, Egreen | Indian Tweet Posse         | Zero kills                  |
| 2014 | Mistaman feat. Johnny Marsiglia & Egreen                                                                                                 | Ti ammazzo                 | M-Theory                    |
| 2014 | Unlimited Struggle | Posse Cut                  | —                           |
| 2014 | Gionni Grano feat. Egreen | Vivere e godere (Remix)    | Grano duro                  |
| 2015 | Brenno & Brain feat. Egreen | Faccio fuoco               | Incubo                      |
| 2015 | Francesco Paura feat. Egreen | Double dragon              | Darkswing                   |
| 2015 | Louis Dee feat. Ensi e Egreen | 666                        | Sto bene all'inferno        |
| 2015 | Bassi Maestro feat. Egreen e Meddaman | Penny Hardaway/Troppo Rap  | —                           |
| 2015 | Don Diegoh & Ice One feat. Masito e Egreen                                                                                               | Porte chiuse               | Latte e sangue              |
| 2016 | Jake La Furia feat. Egreen | Testa o croce              | Fuori da qui                |
|      | Jamil feat. Egreen | Quanti amici ho perso      | Black book 2                |
|      | Il Turco feat. Egreen | Rap'autore                 | Rap'Autore                  |
|      | Face your enemy feat. Egreen | Double team                | World Keep On Turning       |
| 2018 | Drimer & Ares Adami feat. Egreen | Antigravity                | Antigravity                 |
| 2019 | Creep Giuliano & J.O.D Feat. Egreen | Le Conseguenze             | Cammina sull'acqua          |
|      | Lapa feat. Egreen | Z9NA                       | Over                        |
|      | 20900 x 21052 (feat. Egreen & LT.Studio)                                                                                                 | 20900 x 21052              | Principe di Monza EP.       |
|      | Drimer (feat. Egreen, Mattak & Dj MS) | Ultimatum                  | La Prova Vivente.           |